# Station Monnerville
Station Monnerville is een spoorwegstation in de Franse gemeente Monnerville.